# Терци, Елизавета Михайловна
Маркиза Елизаве́та Миха́йловна Те́рци (1797, Санкт-Петербург —1861, там же), урождённая княжна Голицына — российская дворянка, жительница итальянского города Бергамо.
Дочь гофмейстера князя Михаила Андреевича Голицына (1765—1812) и Прасковьи Андреевны, урождённой графини Шуваловой (1767—1828).
Елизавета Михайловна Голицына вышла замуж в 1814 году за итальянского художника маркиза Джузеппе Терци. В браке родились трое детей. Через пять лет она овдовела и осталась жить в Бергамо, родном городе мужа. Повторно замуж не выходила. Её упоминает в своих дневниках Василий Андреевич  Жуковский. Часто наведывалась на родину. В один из приездов в 1861 году скончалась в Санкт-Петербурге.